# Turki

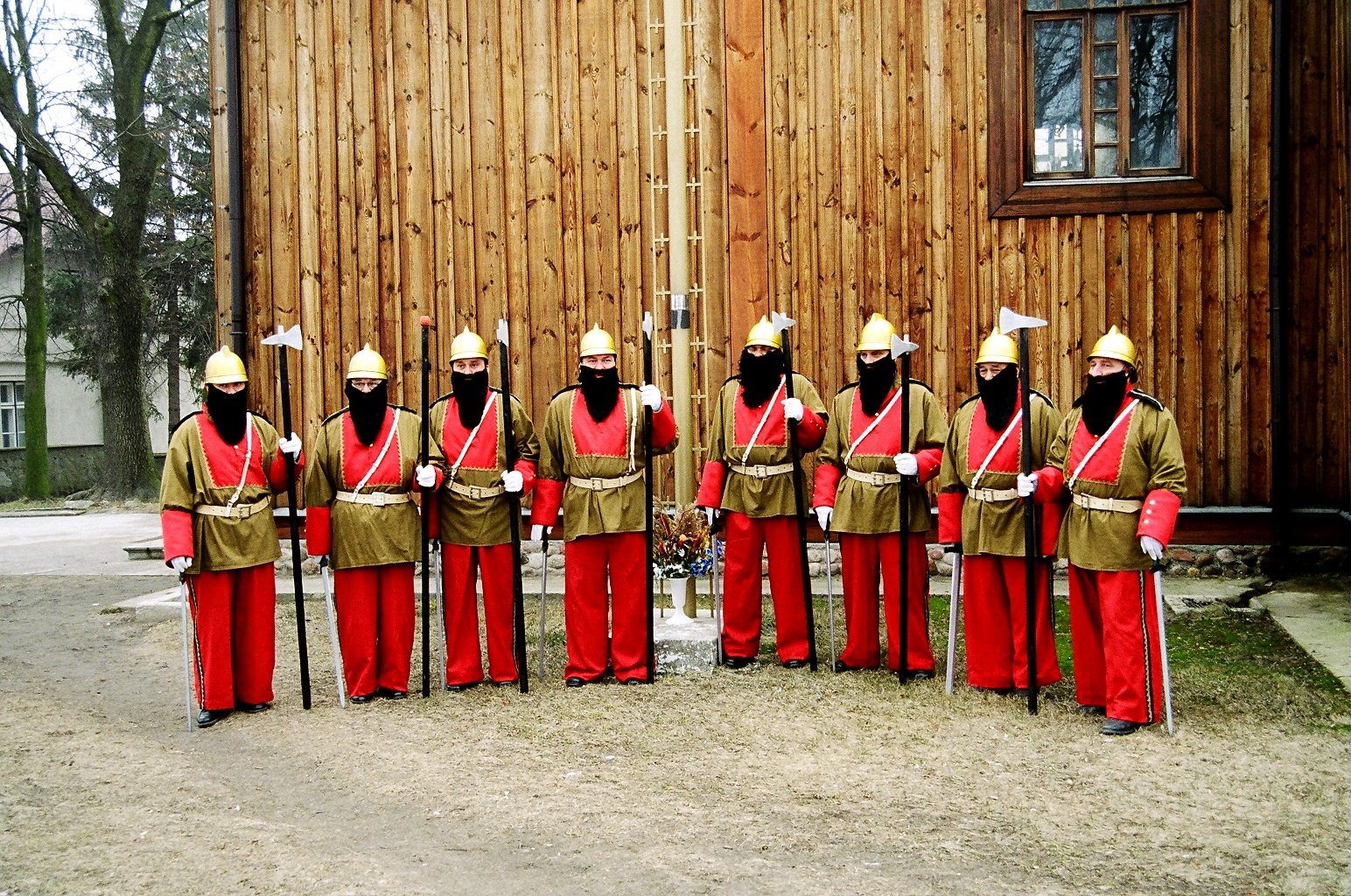
Những Turki trong buổi lễ

Turki là tên của những người mặc trang phục đứng bảo vệ, canh gác tại ngôi mộ của Chúa Kitô diễn ra từ Thứ Sáu Tuần Thánh đến Lễ Phục Sinh. Phong tục này xuất hiện nhiều ở phía đông nam Ba Lan, đặc biệt là ở vùng Grodzisko và vùng lân cận như Koziegłów.

## Lịch sử
Truyền thuyết tên và lịch sử của nghi thức này gắn liền với bức phù điêu Vienna của Jan III Sobieski. Vào năm 1083, quân đội Ba Lan đã thắng lợi trên chiến trường tại Vienna, họ đã thu được nhiều chiến lợi phẩm, bao gồm cả vũ khí cũng những đồng phục của Thổ Nhĩ Kỳ. Trong số đó có những người lính từ Radomyśl và vùng lân cận cũng tham gia và đã trở về, sau này họ đã quyết định bày tỏ lòng cảm ơn Chúa Kito đã mang lại sự an toàn cho họ, vì vậy đến Thứ Sáu Tuần Thánh họ mặc những đồng phục đến để bảo vệ mộ của Chúa Kito, và kéo dài cho đến lễ Phục sinh.
Phong tục này đã tồn tại cho đến ngày nay, và đặc biệt được tổ chức long trọng tại tỉnh Podkarpackie, cụ thể ở làng Wola Rzeczycka và ở Radomyśl nơi con sông San chảy qua. Lễ kỷ niệm được tổ chức khá tương tự ở hầu hết các làn. Đội bảo vệ Turki bắt đầu mặc đồ trang phục của lễ hội đến tại ngôi mộ của Chúa Kitô, họ thay canh gác ở đây từ Thứ Sáu Tuần Thánh cho đến khi Phục sinh. Vào Chủ nhật Phục sinh có một cuộc diễu hành (thường có một ban nhạc kèn đồng) kết hợp với một buổi "diễu binh" của các Turki. Sau cuộc diễu hành long trọng, những người tham gia cuộc diễu hành đến ăn mừng tất cả các ngôi nhà ở trong làng và cùng nhau chúc mừng lễ Phục sinh.